# 東芝機械マシナリー
東芝機械マシナリー株式会社（とうしばきかいマシナリー、TOSHIBA MACHINE MACHINERY CO.,LTD.）は、かつて静岡県沼津市に本社を置いていた大型工作機械メーカーである。

## 概要
東芝機械の工作機械事業から2002年分社、工作機械の製造・販売を行う専門メーカー。大型工作機械を主力とする。

## 沿革
- 2001年（平成13年）‐ 九州東芝機械、東芝機械設備工業、東芝機械マシンツールエンジニアリングの3社が合併し、ティ・エム・マシナリー株式会社を設立。
- 2002年（平成14年）- 東芝機械から工作機械部門が分離、合併し、東芝機械マシナリー株式会社に社名変更。
- 2010年（平成22年）‐ 東芝機械へ吸収合併され、同社工作機械事業部となる。

## 主力製品
- マシニングセンタ（門形/横形）
- 横中ぐり盤
- ターニングセンタ
- 研削盤

## 事業所
- 本社 - 静岡県沼津市大岡

営業拠点
- 製品営業 - 静岡県沼津市大岡
- レトロ営業 - 静岡県沼津市大岡
- 東北営業所 - 宮城県仙台市泉区上谷刈
- 東京営業所 - 東京都千代田区内幸町
- 名古屋営業所 - 愛知県名古屋市名東区上社
- 大阪営業所 - 大阪府大阪市北区梅田
- 広島営業所 - 広島県広島市安佐南区大町東

サービス拠点（SS：サービスステーション）
- 本社サービス - 静岡県沼津市大岡
- 東京SS - 埼玉県川口市芝中田
- 名古屋SS - 愛知県名古屋市名東区上社
- 大阪SS - 大阪府大阪市城東区関目
- 東北出張所 - 宮城県仙台市泉区上谷刈
- 金沢出張所 - 石川県金沢市新保本
- 広島出張所 - 広島県広島市安佐南区大町東
- 北九州出張所 - 福岡県直方市大字上頓野字寺ノ下

海外拠点
- カナダ支店
- 米国支店

## 関係会社
- 東芝機械株式会社
- 株式会社ニューフレアテクノロジー
- 東芝機械成形機エンジニアリング株式会社
- 東芝機械環境センター株式会社
- 株式会社不二精機製造所
- 東栄電機株式会社
- 芝浦システム株式会社